# Beaufonds
Pour les articles homonymes, voir Beaufonds (homonymie).
Beaufonds est un lieu-dit de l'île de La Réunion, département et région d'outre-mer français dans le sud-ouest de l'océan Indien. Il constitue un quartier de la commune de Saint-Benoît au sud-est du centre-ville. Il s'est constitué autour d'une usine sucrière, l'usine de Beaufonds. On y trouve également la distillerie de Rivière du Mât.